# Caen Handball
Maillots
Actualités
Dernière mise à jour : 23 octobre 2023.
Le Caen Handball (ou Caen HB) est un club de handball français situé à Caen dans le département du Calvados (Région Basse-Normandie). Surnommés les « Vikings » depuis 2010-2011, les Caennais ont évolué dans le Championnat de France  de 2e division entre 2016 et  2019.

## Historique
Plusieurs clubs sont fondés après guerre : le Caen Étudiant Club (en 1953), L'Avant-Garde Caennaise (en 1955), le Stade Malherbe de Caen (en 1947), l'Union Sportive des Cheminots de Caen (en 1959) et l'Office Municipal de la Jeunesse de Caen (en 1960).
Les « jaunes » de l'ASPTT Caen fondée en 1968 vont fusionner avec l'OMJ Caen en 1969 et le Caen EC en 1972.
Le club du Caen Handball a été fondé le 27 mai 1993, prenant la succession de la section handball de l'ASPTT Caen.
Grâce à l'intégration de la ProLigue au sein de la Ligue nationale de handball en 2016 le Caen Handball a pu participer pour la première fois de son histoire à la Coupe de la Ligue lors de l'édition 2016-2017. Une première participation de prestige puisqu’après avoir éliminé Sélestat lors des 16e de finale, les Vikings ont affronté le PSG. Initialement prévu à Paris le match s'est finalement joué à la Kindarena de Rouen qui a fait le plein, les 4 000 places disponibles s'étant vendues en l’espace de trois heures. Ce match a servi ainsi de répétition à cette salle avant le mondial de Handball.
En 2019, Roch Bedos rejoint Caen en tant qu'entraineur avec pour objectif la montée du club tout juste redescendu en Nationale 1,. Il parvient à remonter en Division 2 avec la formation caennaise mais est remplacé par Sébastien Quintallet en 2024, au moment où le Caen HB pointe à la dernière place du classement.

## Palmarès
| ASPTT Caen HB | Caen Handball |
| --- | --- |
| - Championnat de France Nationale 3 - Finaliste (1) : 1980 - 1/4 finaliste (1) : 1991 - Championnat de Normandie R1 - Champion (2) : 1974, 1989 - Coupe de Normandie - Champion (1) : 1990 - Finaliste (2) : 1974, 1984 - Championnat de France Jeunes - 1/4 finaliste Sabatier 1990 - 1/4 finaliste Falcony 1972 | - Championnat de France Nationale 1 - Vice champion : 2016 - Champion de la poule 2 : 2016 - Vice-Champion de la poule 2 : 2015 - Championnat de France Nationale 2 - Vice-Champion de la poule 2 : 2012 - Championnat de France Nationale 3 - Champion de la poule 3 : 2011 - Championnat de Normandie Prénational - Champion (2) : 2003, 2010 - Coupe de Normandie - Champion (1) : 2010, 2015 - Finaliste (4) : 2004, 2005, 2007, 2009, 2014 - Championnat de France -18 ans - Champion (1) : 2011 (Excellence) - Finaliste (1) : 2009 (Honneur) - 4e : 2013 (Elite) |

## Bilan saison par saison
| Saison    | Division     | Rang                            | Phases finales                  | Coupe de Normandie | Coupe de France | Coupe de la Ligue |
| --------- | ------------ | ------------------------------- | ------------------------------- | ------------------ | --------------- | ----------------- |
| 1973-1974 | Régionale 1  | Champion                        | -                               | Finaliste          | ?               | -                 |
| 1974-1975 | Nationale 3  | 2e                              | -                               | ?                  | ?               | -                 |
| 1975-1976 | Nationale 3  | 2e                              | -                               | ?                  | ?               | -                 |
| 1976-1977 | Nationale 3  | 9e                              | -                               | ?                  | ?               | -                 |
| 1977-1978 | Nationale 3  | 4e                              | -                               | ?                  | ?               | -                 |
| 1978-1979 | Nationale 3  | 7e                              | -                               | ?                  | ?               | -                 |
| 1979-1980 | Nationale 3  | Champion                        | Finaliste                       | ?                  | ?               | -                 |
| 1980-1981 | Nationale 2  | 10e                             | -                               | ?                  | ?               | -                 |
| 1981-1982 | Nationale 3  | 2e                              | -                               | ?                  | ?               | -                 |
| 1982-1983 | Nationale 3  | 2e                              | -                               | ?                  | ?               | -                 |
| 1983-1984 | Nationale 2  | 10e                             | -                               | Finaliste          | ?               | -                 |
| 1984-1985 | Nationale 2  | 10e                             | -                               | ?                  | ?               | -                 |
| 1985-1986 | Nationale 2  | 12e                             | -                               | ?                  | ?               | -                 |
| 1986-1987 | Nationale 3  | 7e                              | -                               | ?                  | ?               | -                 |
| 1987-1988 | Nationale 3  | 10e                             | -                               | ?                  | ?               | -                 |
| 1988-1989 | Régionale 1  | Champion                        | -                               | ?                  | ?               | -                 |
| 1989-1990 | Nationale 3  | 3e                              | -                               | Vainqueur          | ?               | -                 |
| 1990-1991 | Nationale 3  | ?                               | 1/4 finaliste                   | ?                  | ?               | -                 |
| 1991-1992 | Nationale 3  | 2e                              | -                               | ?                  | ?               | -                 |
| 1992-1993 | Nationale 2  | 12e                             | -                               | ?                  | ?               | -                 |
| 1993-1994 | Nationale 2  | 12e                             | -                               | ?                  | ?               | -                 |
| 1994-1995 | Nationale 3  | 11e                             | -                               | 1/4 finaliste      | ?               | -                 |
| 1995-1996 | Nationale 3  | 6e                              | -                               | ?                  | ?               | -                 |
| 1996-1997 | Nationale 3  | 6e                              | -                               | 1/2 finaliste      | ?               | -                 |
| 1997-1998 | Nationale 3  | 10e                             | -                               | ?                  | ?               | -                 |
| 1998-1999 | Nationale 3  | 13e                             | -                               | ?                  | ?               | -                 |
| 1999-2000 | Prénationale | 5e                              | -                               | ?                  | ?               | -                 |
| 2000-2001 | Prénationale | 6e                              | -                               | 1/4 finaliste      | ?               | -                 |
| 2001-2002 | Prénationale | 3e                              | -                               | 1/4 finaliste      | ?               | -                 |
| 2002-2003 | Prénationale | Champion                        | -                               | 1/4 finaliste      | ?               | -                 |
| 2003-2004 | Nationale 3  | 8e                              | -                               | Finaliste          | ?               | -                 |
| 2004-2005 | Nationale 3  | 4e                              | -                               | Finaliste          | ?               | -                 |
| 2005-2006 | Nationale 3  | 8e                              | -                               | ?                  | ?               | -                 |
| 2006-2007 | Nationale 3  | 9e                              | -                               | Finaliste          | ?               | -                 |
| 2007-2008 | Nationale 3  | 12e                             | -                               | ?                  | ?               | -                 |
| 2008-2009 | Prénationale | 3e                              | -                               | Finaliste          | ?               | -                 |
| 2009-2010 | Prénationale | Champion                        | -                               | Vainqueur          | ?               | -                 |
| 2010-2011 | Nationale 3  | Champion                        | 1er tour                        | ?                  | ?               | -                 |
| 2011-2012 | Nationale 2  | 2e                              | -                               | 1/2 finaliste      | ?               | -                 |
| 2012-2013 | Nationale 1  | 5e                              | -                               | 1/2 finaliste      | 4e tour         | -                 |
| 2013-2014 | Nationale 1  | 6e                              | -                               | Finaliste          | 1/16 de finale  | -                 |
| 2014-2015 | Nationale 1  | 2e                              | -                               | Vainqueur          | 1/32 de finale  | -                 |
| 2015-2016 | Nationale 1  | Champion                        | 2e                              | 1/2 finale         | 1/32 de finale  | -                 |
| 2016-2017 | Proligue     | 12e                             | -                               | -                  | 1/16 de finale  | 1/8 de finale     |
| 2017-2018 | Proligue     | 8e                              | -                               | -                  | 1/16 de finale  | 1er tour          |
| 2018-2019 | Proligue     | 14e                             | -                               | -                  | 1/16 de finale  | 1er tour          |
| 2019-2020 | Nationale 1  | 8e (poule d'accession, arrêtée) | 8e (poule d'accession, arrêtée) | -                  | 1/16 de finale  | -                 |
| 2020-2021 | Nationale 1  | arrêté (poule d'accession)      | arrêté (poule d'accession)      | -                  | -               | -                 |

## Historique du logo

Logo avant 2016
Logo 2016-2021

## Joueur emblématique
- Pascal Mahé alias « Calou » ou « La momie », est un pur caennais né en 1963 et dont le premier club fut l'ASPTT Caen HB. Joueur connu pour ses qualités défensives, il fut tout au long de sa carrière internationale : médaillé de bronze aux JO de 1992 à Barcelone, médaillé d'argent au Championnat du monde 1993 en Suède puis Champion du monde en 1995 en Islande. Il fait partie des 5 joueurs les plus capés de l'histoire de l'équipe de France avec ses 297 sélections et 739 buts entre 1984 et 1996. Il a notamment fait partie des équipes surnommées les « Bronzés » puis les « Barjots ». Au niveau national, il a également remporté 2 titres de champion de France avec Créteil en 1989 et Montpellier en 1995.

En 2018, il arrive sur le banc des Vikings en remplacement de Dragan Mihailovic pour les cinq derniers matchs du Championnat de France de D2 avant de signer officiellement un contrat pour 2 saisons. Cependant, le club termine bon dernier de D2 en 2018-2019 et en février 2019, Pascal Mahé s'est mis en retrait pour laisser son adjoint Philippe Breysacher dicter les consignes durant les matchs.
- Omar Benali : de 2012 à 2014